# Halilbeyli (Saimbeyli)
Halilbeyli ist ein Ortsteil (Mahalle) im Landkreis Saimbeyli der türkischen Provinz Adana mit 156 Einwohnern (Stand: Ende 2024). Im Jahr 2011 zählte Halilbeyli 212 Einwohner.